# Ercolania annelyleorum
 (mai 2021).
La mise en forme du texte ne suit pas les recommandations de Wikipédia : il faut le « wikifier ».
Les points d'amélioration suivants sont les cas les plus fréquents. Le détail des points à revoir est peut-être précisé sur la page de discussion.
- Les titres sont pré-formatés par le logiciel. Ils ne sont ni en capitales, ni en gras.
- Le texte ne doit pas être écrit en capitales (les noms de famille non plus), ni en gras, ni en italique, ni en « petit »…
- Le gras n'est utilisé que pour surligner le titre de l'article dans l'introduction, une seule fois.
- L'italique est rarement utilisé : mots en langue étrangère, titres d'œuvres, noms de bateaux, etc.
- Les citations ne sont pas en italique mais en corps de texte normal. Elles sont entourées par des guillemets français : « et ».
- Les listes à puces sont à éviter, des paragraphes rédigés étant largement préférés. Les tableaux sont à réserver à la présentation de données structurées (résultats, etc.).
- Les appels de note de bas de page (petits chiffres en exposant, introduits par l'outil «  Source ») sont à placer entre la fin de phrase et le point final[comme ça].
- Les liens internes (vers d'autres articles de Wikipédia) sont à choisir avec parcimonie. Créez des liens vers des articles approfondissant le sujet. Les termes génériques sans rapport avec le sujet sont à éviter, ainsi que les répétitions de liens vers un même terme.
- Les liens externes sont à placer uniquement dans une section « Liens externes », à la fin de l'article. Ces liens sont à choisir avec parcimonie suivant les règles définies. Si un lien sert de source à l'article, son insertion dans le texte est à faire par les notes de bas de page.
- La présentation des références doit suivre les conventions bibliographiques. Il est recommandé d'utiliser les modèles {{Ouvrage}}, {{Chapitre}}, {{Article}}, {{Lien web}} et/ou {{Bibliographie}}. Le mode d'édition visuel peut mettre en forme automatiquement les références.
- Insérer une infobox (cadre d'informations à droite) n'est pas obligatoire pour parachever la mise en page.

Pour une aide détaillée, merci de consulter Aide:Wikification.
Si vous pensez que ces points ont été résolus, vous pouvez retirer ce bandeau et améliorer la mise en forme d'un autre article.
Ercolania annelyleorum est une espèce de petite limaces de mer de l'ordre des Sacoglossa, spécifiquement liée à l'algue verte Boodlea sp. où on peut notamment la retrouver en groupe. Elle possède généralement un corps de couleur translucide à blanchâtre associé à deux branches vertes de la glande digestive (la couleur est due aux chloroplastes non digérés) qui brillent à travers la paroi du corps translucide. Les mollusques sacoglosses étaient, jusqu'à récemment, les seuls métazoaires chez lesquels ce phénomène, appelé kleptoplastie, était connu.
L'espèce a été décrite en 2010 à partir d'individus collectés près de la station de recherches de l'Île Lizard (en) dans le nord de l'État du Queensland.
Espèce

## Étymologie
Cette espèce a été nommée ainsi pour rendre hommage au Dr Anne Hoggett et au Dr Lyle Vail, les directeurs de la station de recherche de Lizard Island (LIRS, Great Barrier Reef, Australie) pour leur soutien sans faille envers les personnes ayant découvert l’espèce.

## Description
Ercolania annelyleorum est un sacoglossa de petite taille qui mesure seulement quelques millimètres (jusqu’à 4 mm). Son corps allongé est garni, de chaque côté, de deux ou trois rangées d'excroissances tégumentaires : les cerata ou papilles dorsales. Elles sont en forme de massues ou allongées et les plus petites sont situées sur le côté extérieur. La partie centrale de la surface dorsale est exempte de cerata, et ne possède pas non plus de bosse péricardique proéminente contrairement à d’autres espèces.
E. annelyleorum possède un pied effilé en arrière associé à un pied antérieur légèrement étendu sur les côtés latéraux présentant une petite encoche, mais sans tentacules propodiaux.
Sur sa face dorsale, on retrouve deux antennes qui sont des organes olfactifs (rhinophores) longs, solides et digitiformes. Ils peuvent notamment être utiles lors de la recherche de nourriture ou pour trouver un partenaire en période de reproduction.
Deux lignes vertes, qui sont les canaux des glandes digestives, prennent naissance dans la partie postérieure du dos et se prolongent de manière parallèle vers la tête et se terminant dans la partie antérieure des rhinophores. Ces canaux des glandes digestives se ramifient à peine.
Les yeux, une paire, sont de taille réduite et ils sont situés en arrière des rhinophores, incrustés profondément dans la peau juste au-dessus du cerveau. Ils ne sont pas capables de percevoir des images mais peuvent distinguer la lumière de l'obscurité, parfois des formes grossières et servent également à l'horloge interne pour déterminer le jour de la nuit. Le système visuel sert donc plus à prévenir l'animal d'un danger par la détection d'ombres.
On retrouve également des points blancs répartis sur le corps, mais plus fréquents et plus gros sur les parties distales des cerata et des rhinophores. Leur rôle n’est à l’heure actuelle pas déterminé.

## Distribution
Jusqu'à présent, la présence de cette espèce, Ercolania annelyleorum, n'a été signalée que sur la plage de Casuarina (Karainagar, Sri Lanka), en face de la station de recherche de l'île Lizard (nord de l'État du Queensland), et au niveau des îles Mariannes (Océanie).

## Écologie et comportement

### Épithéliums et structures glandulaires
L’épiderme de la cerata est principalement composé de cellules plates à cuboïdes et ciliées. On retrouve aussi de grandes cellules glandulaires sous-épithéliales.
L’épiderme du corps est composé de cellules plates, sans aucune structure glandulaire sous-épithéliale. Une structure glandulaire spéciale est présente principalement dans la partie postérieure du corps ; commençant entre la glande albumine et l'épiderme dans la moitié antérieure, puis présente des deux côtés latéraux jusqu'à la partie postérieure du corps.

### Système digestif
La bouche d’Ercolania annelyleorum s’ouvre entre la partie ventrale de la tête et la lèvre antérieure du pied. L’épithélium du tube oral comporte de nombreuses cellules ciliées et des follicules glandulaires sous-épithéliaux qui forment une couche autour du tube buccal et pénètrent dans ce dernier. Cette couche glandulaire s'étend loin sous le pharynx.
Appartenant aux Opisthobranches, Ercolania annelyleorum possède une radula située à l’intérieur de la cavité buccale qui ressemble plus à une langue couverte de dents chitineuses.
On dénombre au moins quatre à cinq dents plus grosses dans la mâchoire ascendante et six à sept dents dans le membre descendant. Elle se nourrit exclusivement de l'espèce d'algues Boodlea sp. (Chlorophyta, Cladophorales).
Son œsophage provient du pharynx postérieur et peut être entouré d'un anneau nerveux. L’épithélium œsophagien est composé de cellules cylindriques ciliées, entrecoupées de quelques cellules glandulaires.
L'estomac est tapissé d'un épithélium cylindrique cilié et difficilement distinguable de l'œsophage. La glande digestive se ramifie et se prolonge en cerata, ainsi qu'en rhinophores, formant une structure tubulaire rugueuse centrale. Cette ramification s’arrête juste au-dessus du pied. L’épithélium de la glande digestive est rempli de chloroplastes globulaires.
L’intestin est discret et l’anus est couché dorsalement devant le péricarde.

### Système reproducteur
Ercolania annelyleorum est une espèce hermaphrodite. Elle possède donc à la fois des gonades mâles et femelles (testicules et ovaires) et un appendice externe pour la transmission réciproque des sécrétions sexuelles lors d'une copulation.
Les gonades sont en partie couchées latéralement et dorsalement. Elles occupent la majeure partie de la cavité corporelle dans le tiers postérieur de l'animal.
Au niveau des organes féminins, les follicules gonadiques avec oogone sont situés en périphérie. La bourse copulatrice (ou bursa copulatrix) est extrêmement grande, occupant la majeure partie de l'espace dans la région de la tête à droite du pharynx. Elle entre dans l'oviducte proximal jusqu’au début des glandes nidamentales. Les glandes nidamentales sont composées de lamelles et sont impliquées dans la sécrétion de ovules ou de la substance gélatineuse comprenant les masses d’œufs.
Concernant les organes masculins, les spermatogonies sont situés en partie médiane. L’ampoule est large et enroulée, son épithélium est plat et présente une lumière remplie de spermatozoïdes présentant des têtes allongées. On remarque une glande prostatique séparée en deux grands membres, chacun avec un canal central entouré de cellules glandulaires, formant une couche sous-épithéliale. L’épithélium de la partie musculaire distale du canal déférent (avant d'entrer dans le pénis) est composé de cellules ciliées. Le pénis musculaire se trouve dans une gaine et son extrémité distale se termine par un stylet creux, légèrement incurvé.

### Système excréteur
Les reins sont situés dorsalement, ils forment deux branches sur les côtés latéraux du péricarde qui s'unissent derrière la région du cœur en une structure en forme de sac dorsal. La branche gauche se prolonge plus haut que la droite. L’épithélium est légèrement plié, et comporte des cellules plus grandes contenant plusieurs vacuoles. Le tube excréteur se situe près de l'anus.

### Système nerveux
Le système nerveux est situé à la jonction du pharynx et de l'œsophage, formant ainsi un anneau ganglionnaire avec des ganglions cérébraux et pleuraux étroitement annexés et seulement partiellement fusionnés.
Les ganglions du pied sont complètement séparés du complexe cérébro-pleural.
Les yeux sont composés d’une cupule pigmentaire associée à une lentille globulaire orientée vers le côté latéro-dorsal.
Ercolania annelyleorum dispose d’un statocyste de grande taille avec un otolithe ce qui lui sert pour l’équilibration.

### Défense
Ercolania annelyleorum a été observé rampant et se nourrissant des algues du genreBoodlea sp. (Chlorophyta, Cladophorales). Cette algue forme des plaques en forme de coussin dont les branches sont dures et les plaques sont plutôt rigides, formant ainsi des abris compacts pour les limaces. Les adultes pondent leurs couvées d'œufs à l’intérieur des plaques d’algues, ces derniers éclosent ensuite et peuvent directement se nourrir de Boodlea sp.

## Classification et phylogénie
À l’heure actuelle, environ 20 espèces d'Ercolania sont reconnues.
Notre espèce, E. annelyleorum a longtemps été discutée car elle montre d’importantes similitudes avec de nombreuses autres espèces du même genre.
E. boodleae se nourrit des algues tubulaires du genre Boodlea, semblable à la nouvelle espèce décrite ici. Mais en raison de sa coloration vert foncé, presque noirâtre, avec des rayures blanches distinctes, il ne peut être confondu avec E. annelyleorum.
E. emarginata a une coloration très similaire à E. boodleae et ne peut pas non plus être confondue avec la nouvelle espèce Ercolania. En outre, les dents et la radula d'E. emarginata présentent une proéminence distincte et il n'y a qu'un seul lobe prostatique.
Une couleur et une forme de corps très similaires à celles de la nouvelle limace de mer décrite peuvent être observées chez E. subviridis. Mais le corps de cette espèce est jaunâtre translucide avec de fines branches vertes de la glande digestive qui brillent à travers la paroi corporelle. Au niveau des cerata, plusieurs branches vertes de la glande digestive sont visibles sous forme de lignes longitudinales, donnant à chaque cerata un aspect vert caractéristique. Baba a décrit une marque rouge à l'extrémité antérieure de la proéminence péricardique que l'on retrouve également sur la nouvelle espèce. Cependant, les spécimens de E. annelyleorum présentent toujours une tache rouge supplémentaire dans la partie postérieure du corps. En outre, un seul canal central de la glande digestive dans chaque cerata avec de courtes branches en forme de pustule est présent, et jamais plusieurs bandes longitudinales. La nouvelle espèce montre deux branches vertes distinctes des deux côtés de la tête, qui sont manquantes chez E. subviridis.
E. viridis montre généralement des cerata beaucoup plus gonflés et les branches de la glande digestive descendent plus bas sans atteindre les rhinophores.
E. endophytophaga et E. kencolesi sont également différenciés par leurs ceratas gonflés, et montrent également des dents particulières avec des apices boutonneux. Celles-ci peuvent également être séparés de la nouvelle espèce par leur cycle de vie, ils pénètrent dans les algues et passent un certain temps de leur cycle de vie à l’intérieur du tube d’algues contrairement à E. annelyleorum dont les œufs et les larves restent en surface.
E. translucens a des ceratas bien gonflés, une proéminence péricardique distincte et une glande digestive qui n’atteint pas les rhinophores. Jensen a mentionné une sphère rougeâtre au niveau du cou, absente chez E. annelyleorum, et des rayures brun-rougeâtre le long des côtés du corps et est donc très distincte de E. annelyleorum.
E. nigrovittata est également décrite avec une seule tache rose pâle et non une seconde à l’arrière. Contrairement à notre espèce, la glande digestive descend loin dans les rhinophores, à partir d’une tâche remarquable sur la tête. La couleur globale est décrite comme grise légèrement mouchetée associée à un fond orange.
E. varians de Zanzibar a été décrit comme vert brillant, bien que la couleur puisse varier. Cette coloration est due à de nombreuses lignes de couleur plus profondes, qui peuvent être interprétées comme de nombreuses branches des glandes digestives atteignant pour la plupart des parties distinctes du corps (sauf sur les côtés du corps et au centre du dos). Bien que des taches pourpres chez certains de ses individus elles ne sont pas visibles de manière claire. En raison de sa couleur verte brillant et d’une dent plus allongée, elle n’est pas considérée comme la même espèce que celle décrite ici.
E. gopalai peut être exclue en raison de l’absence de bourse copulatrice dans le système génital et la présence d’une poche œsophagienne ventrale.